# Districte de Brčko

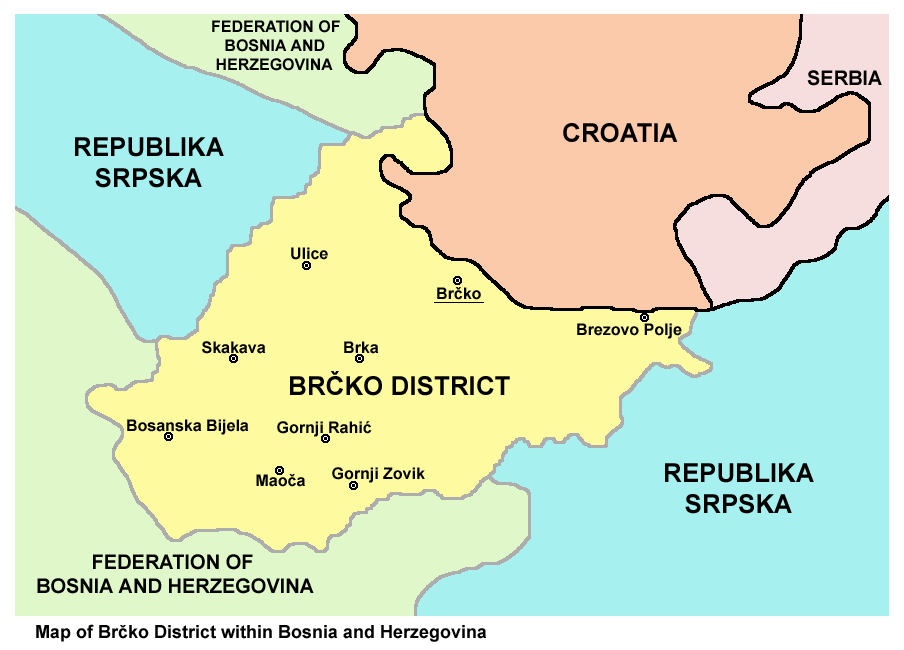
Mapa del Districte de Brčko.

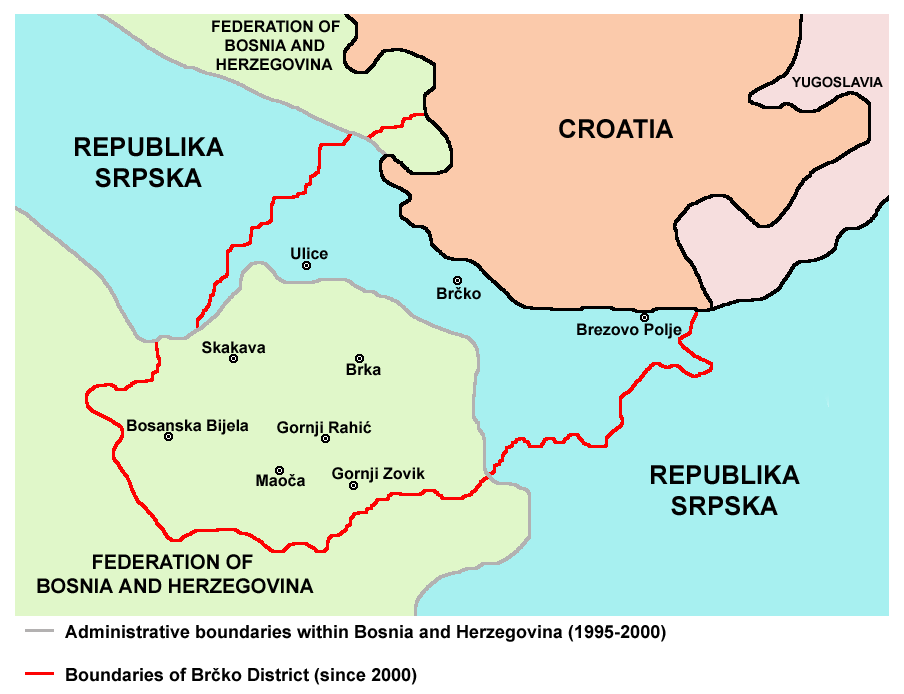
Línies frontereres de l'acord de Dayton abans de la creació del Districte de Brčko.

El Districte de Brčko (Brčko distrikt en bosnià, croat i serbi, en alfabet llatí; Брчко дистрикт en serbi en alfabet ciríl·lic) és un territori neutral i autònom, sota sobirania de Bòsnia i Hercegovina, encara que, formalment, sigui un condomini de les dues "entitats" que constitueixen el país, la República Sèrbia i la Federació de Bòsnia i Hercegovina. Està situat al nord-est del país, a la cruïlla entre les dues meitats de la República Sèrbia, la nord-occidental i l'oriental, i entre el gruix del territori de la Federació de Bòsnia i Hercegovina, al sud, i els seus enclavaments del Cantó de Posavina, al nord-oest. Limita al nord amb Croàcia i al nord-est, només en un punt, amb Sèrbia.

## Història
El Districte de Brčko es va establir el 1999 a partir d'un arbitratge conduït per l'Alt Comissionat de les Nacions Unides per a Bòsnia i Hercegovina. Tanmateix, segons els Acords de Dayton del 1995, l'arbitratge només havia d'haver-se pronunciat respecte de la part de territori en disputa al llarg de la línia del front entre les dues "entitats" en finalitzar la Guerra de Bòsnia, i ho hauria d'haver fet en el termini d'un any. Tanmateix, la discussió es va allargar durant quatre anys i finalment es va establir una nova zona neutral, que comprenia el territori de la Municipalitat de Brčko reconvertida en un nou Districte, amb un 48% del seu territori (inclosa la ciutat capital) en poder de la República Sèrbia i un 52% de la Federació de Bòsnia i Hercegovina. Després de la guerra, la Unió Europea hi va destinar una representació internacional amb estatus diplomàtic per mantenir la pau a la zona amb el títol d'"Alt representant" o "Supervisor".
El 2006 el Supervisor va abolir en el territori del Districte totes les lleis que romanien vigents d'una i altra "entitats", així com la mateixa frontera interior, que recordava l'antiga línia del front. D'aquesta manera, la nova legislació pròpia del Districte i les lleis generals de Bòsnia i Hercegovina són les úniques vigents actualment dins del Districte de Brčko.
Inicialment, l'Organització per a la Seguretat i la Cooperació a Europa (OSCE) va establir a Brčko una administració força rudimentària a càrrec de Randolph Hampton. Es van fer eleccions locals i es va rebre ajut humanitari procedent dels Estats Units i de la Unió Europea. Des d'abril del 1997, l'administrador internacional té rang d'ambaixador. Les funcions de govern es reparteixen, de fet, entre el "Supervisor" i el Parlament del Districte. Actualment, el Parlament del Districte de Brčko el componen 13 diputats serbis, 12 bosnians (musulmans), 4 croats, 1 gitano i 1 albanès.

## Composició ètnica de la població

### Cens de 1971
Segons el cens de 1971, la Municipalitat de Brčko tenia 74.771 habitants, incloent:
- Musulmans - 30.181 (40,36%)
- Croats - 24.925 (33,33%)
- Serbis - 17.709 (23,68%)
- Iugoslaus - 1.086 (1,45%)
- Altres - 870 (1,18%)

### Cens de 1981
Segons el cens de 1981, la Municipalitat de Brčko tenia 82.768 habitants, incloent:
- Musulmans - 32.434 (39,19%)
- Croats - 23.975 (28,97%)
- Serbis - 16.707 (20,18%)
- Iugoslaus - 8.342 (10,08%)
- Altres - 1.310 (1,58%)

### Cens de 1991
Segons el cens de 1991, la Municipalitat de Brčko tenia 87.627 habitants, incloent:
- Musulmans - 38.617 (44,07%)
- Croats - 22.252 (25,39%)
- Serbis - 18.128 (20,69%)
- Iugoslaus - 5.731 (6,54%)
- Altres - 2.899 (3,31%)

### Cens de 2013
Segons els resultats preliminars de l'últim cens, realitzat entre els dies 1 i 15 d'octubre de 2013, el Districte de Brčko té 93.028 habitants.

### Neteja ètnica
La sèrie de mapes que es mostra tot seguit reflecteix les variacions en les majories ètniques de cada barri o nucli de població al Districte al llarg dels anys. Al darrer mapa hi destaquen dos fets que són conseqüència directa de la guerra: el descens de la població musulmana a la zona central i la formació d'un corredor serbi al nord (en tots dos casos, incloent-hi la ciutat capital): 

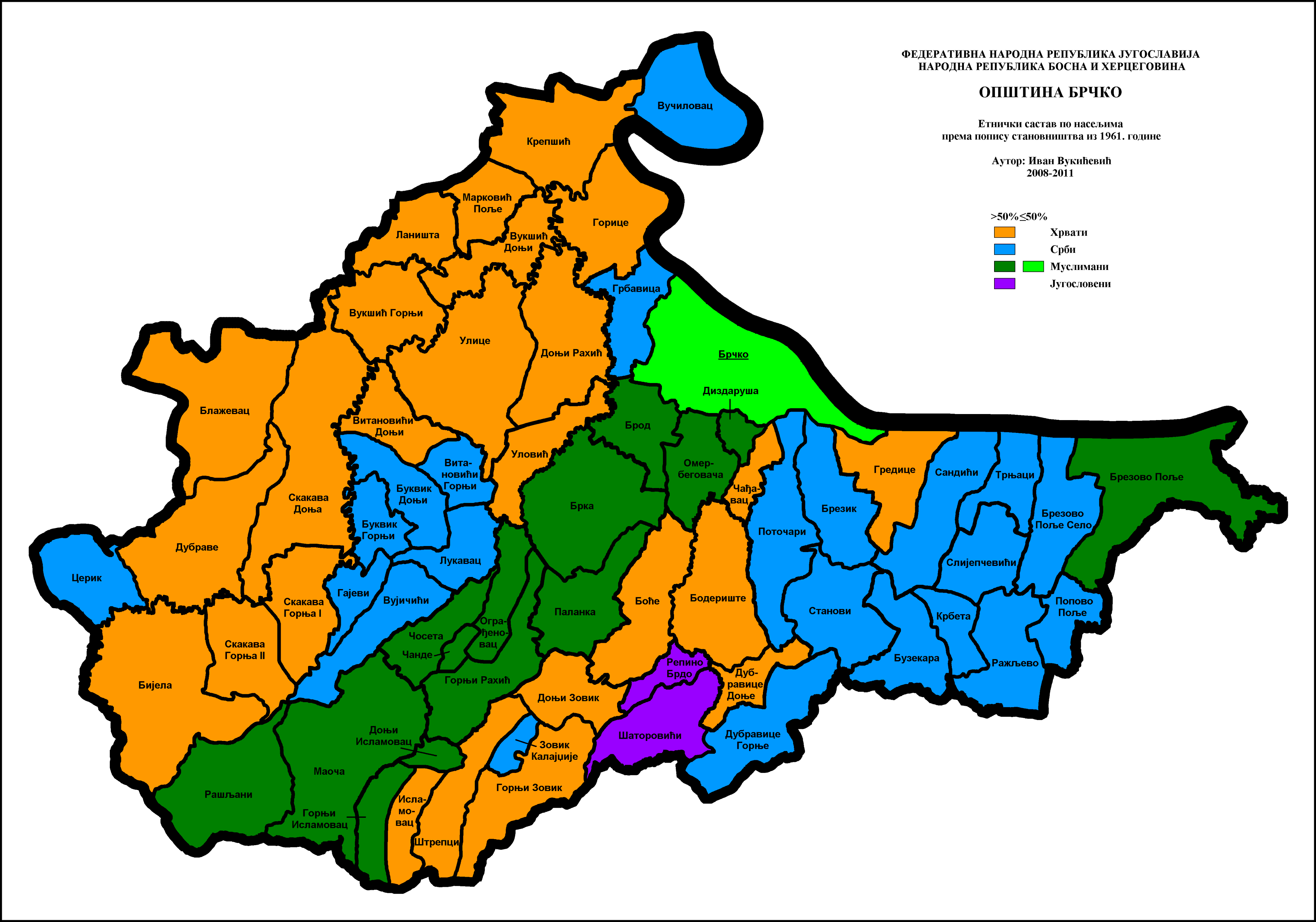
1961
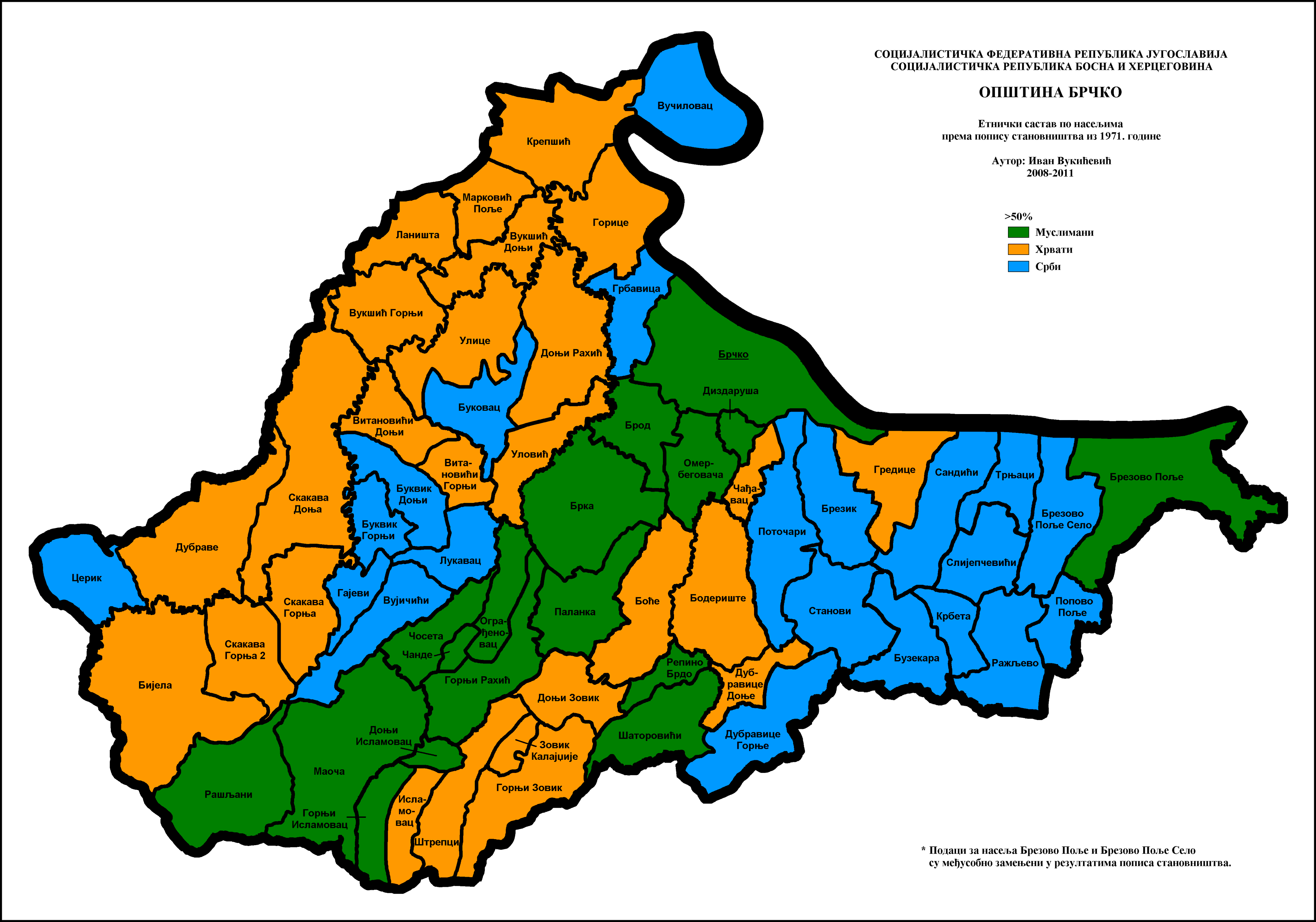
1971
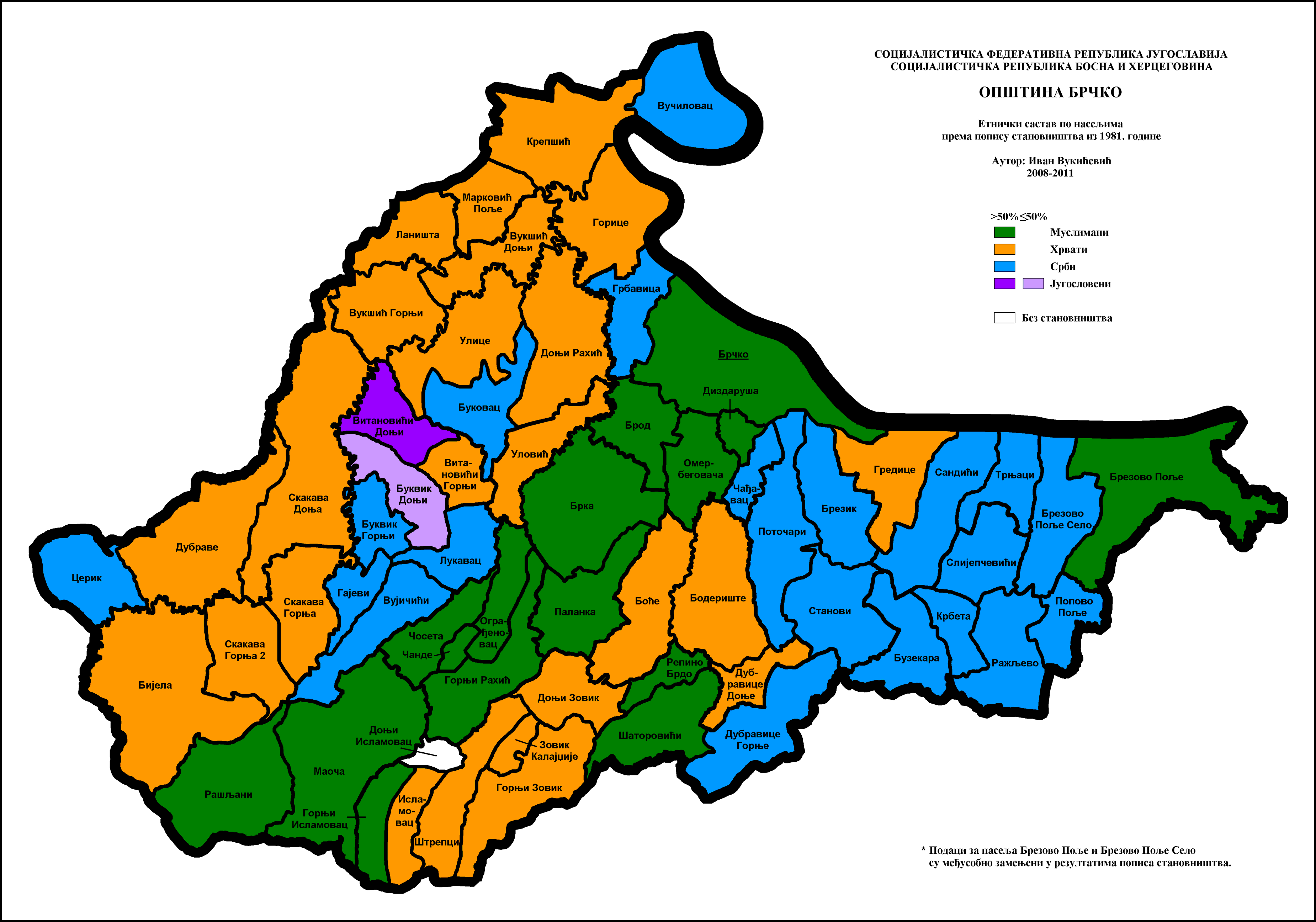
1981
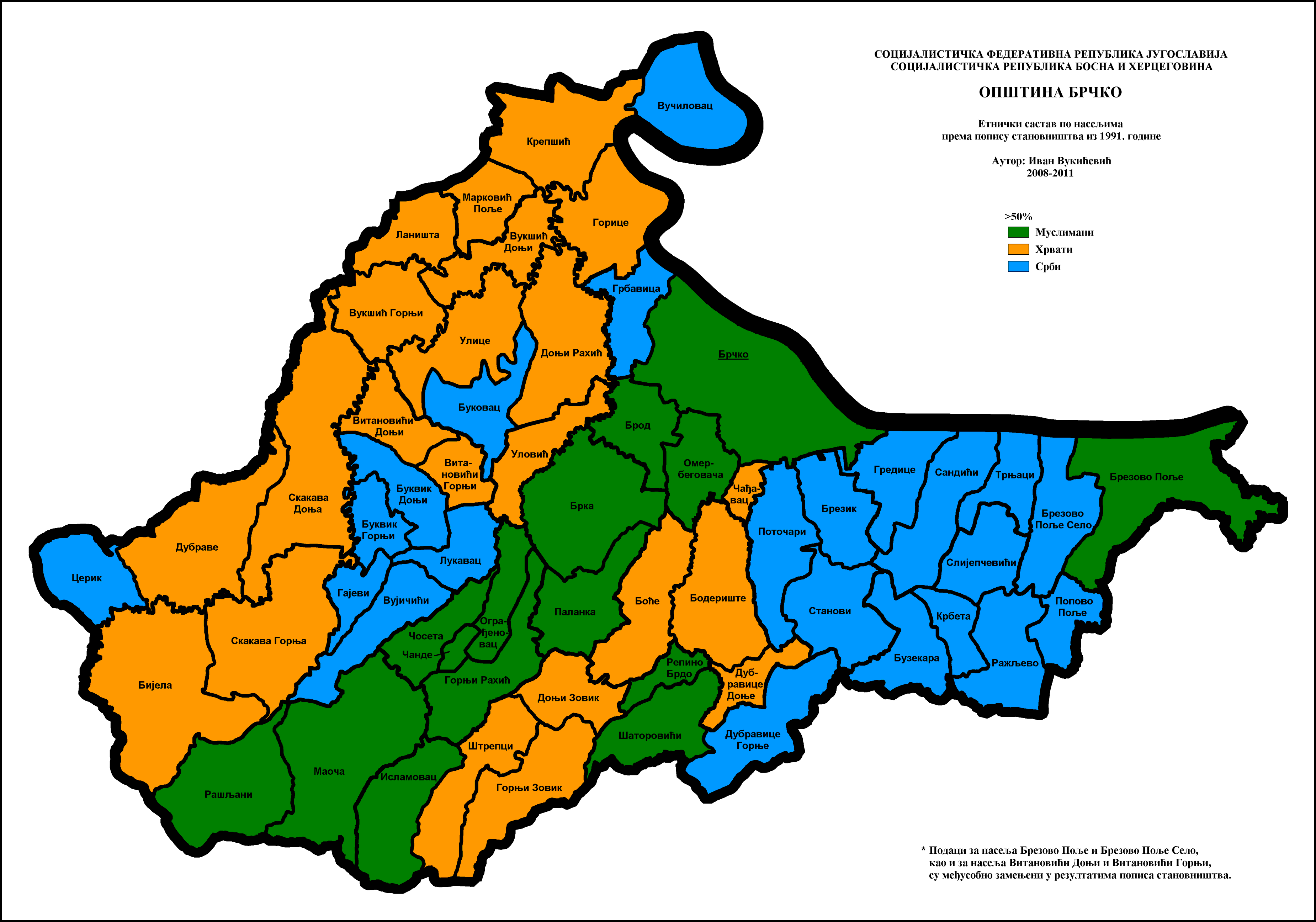
1991
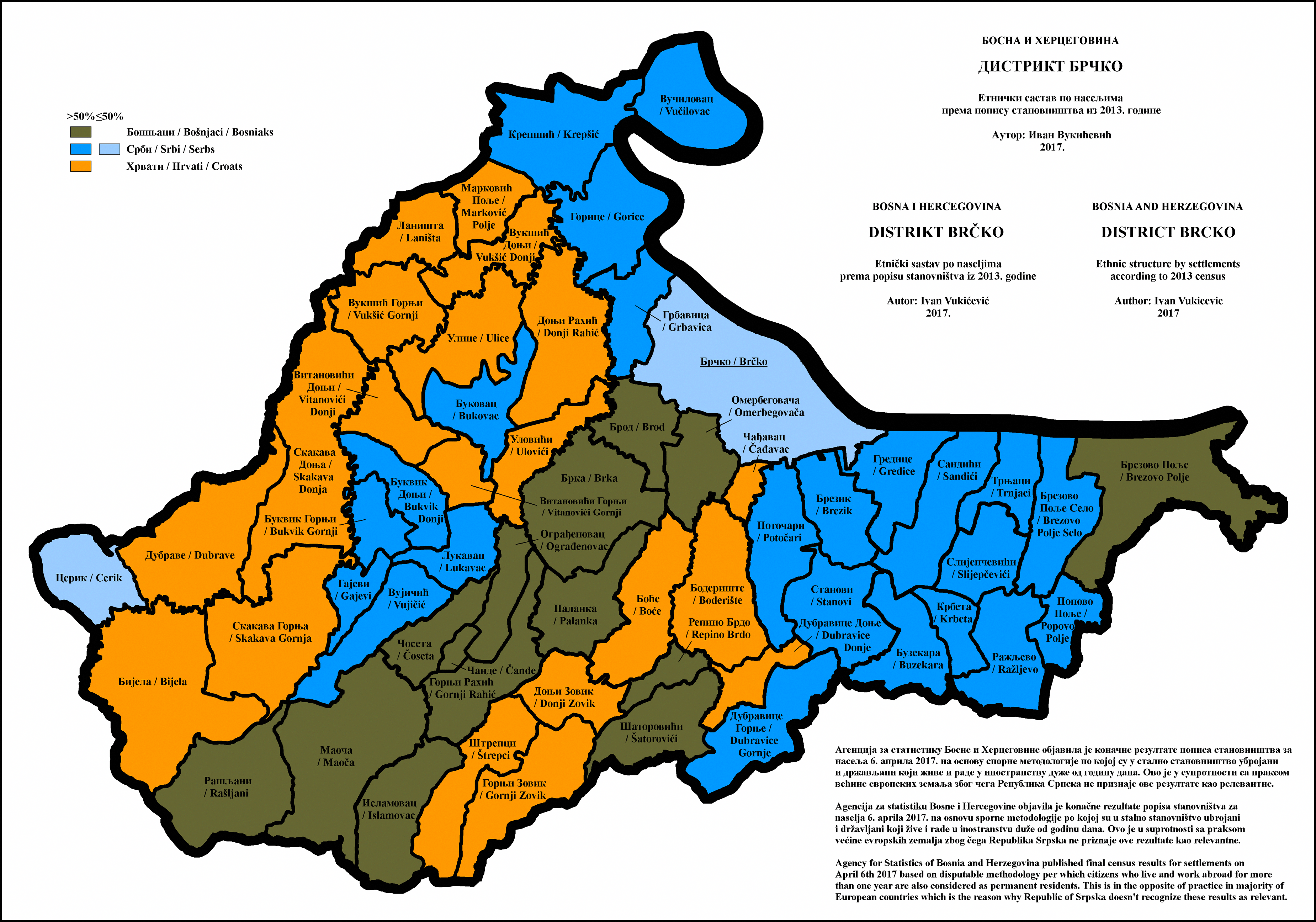
2013

Llegenda: taronja = croats / blau = serbis / verd = musulmans / lila = iugoslaus / marró = gitanos / blanc = sense majoria